# Through the Looking Glass
För boken av Lewis Carroll med samma namn, se Alice i Spegellandet.
Through the Looking Glass är ett coveralbum och tillika det 11:e studioalbumet av den amerikanska gruppen Toto. Albumet släpptes den 21 oktober i Storbritannien och den 5 november i USA 2002.

## Låtlista
| Spår | Låt                                                     | Låtskrivare                          | Längd |
| ---- | ------------------------------------------------------- | ------------------------------------ | ----- |
| 1    | Could you be loved                                      | Bob Marley                           | 3:47  |
| 2    | Bodhisattva                                             | Walter Becker, Donald Fagen          | 4:51  |
| 3    | While my guitar gently weeps                            | George Harrison                      | 5:15  |
| 4    | I can't get next to you                                 | Norman Whitfield, Barrett Strong     | 4:04  |
| 5    | Living for the city                                     | Stevie Wonder                        | 5:49  |
| 6    | Maiden voyage/Butterfly (instrumental)                  | Herbie Hancock                       | 7:33  |
| 7    | Burn down the mission                                   | Elton John, Bernie Taupin            | 6:28  |
| 8    | Sunshine of your love                                   | Jack Bruce, Pete Brown, Eric Clapton | 5:13  |
| 9    | House of the rising sun                                 | Amerikansk Folkvisa                  | 4:40  |
| 10   | Watching the detectives                                 | Elvis Costello                       | 4:04  |
| 11   | It takes a lot to laugh, it takes a train to cry (Live) | Bob Dylan                            | 3:52  |

### Medverkande
- Bobby Kimball-Sång (Låtnr 1, 2, 4, 5, 7, 9)
- Steve Lukather-Gitarr, Sång (Låtnr 2, 3, 8, 10)
- David Paich-Keyboard, sång (Låtnr 11)
- Simon Phillips-Trummor, Slagverk
- Mike Porcaro-bas